# Esporte Clube Corinthians
L'Esporte Clube Corinthians, meglio noto come Corinthians de Presidente Prudente e Corinthians-PP o semplicemente come Corinthians Prudente, è una società calcistica brasiliana con sede nella città di Presidente Prudente, nello stato di San Paolo.

## Storia
Il club è stato fondato l'8 febbraio 1945, e fu ispirato per i colori e le divise dallo Sport Club Corinthians Paulista. Il Corinthians ha vinto il Campeonato Paulista Série A2 nel 1959. Ha partecipato al Campeonato Brasileiro Série C nel 1996, dove è stato eliminato alla seconda fase dal Rio Branco-PR. Nel 2016, il club si affiliò alla Liga de Futebol Paulista, partecipando così alla prima edizione della Taça Paulista, vincendola più tardi nel 2018.

## Palmarès

### Competizioni statali
- Campeonato Paulista Série A2: 1

1959
- Taça Paulista: 1

2018